# Azerbaijan International Operating Company
Azerbaijan International Operating Company é um consócio de companhia petrolífera de extração no Azerbaijão.

## História
O consórcio foi estabelecido pelo governo azeri para 10 empresas.

## As 10 companhias
- BP (UK)
- Chevron (USA)
- Devon Energy (USA)
- Statoil (Norway)
- Türkiye Petrolleri Anonim Ortaklığı (TPAO; Turquia)
- Amerada Hess (USA)
- State Oil Company of Azerbaijan (SOCAR; Azerbaijão)
- ExxonMobil (USA)
- Inpex (Japão)
- Itochu (Japão)